# A Trip to Paris
A Trip to Paris es una película cómica de 1938 dirigida por Malcolm St. Clair y protagonizada por Jed Prouty, Shirley Deane y Spring Byington. La película fue parte de la serie cinematográfica Jones Family. En la película, la familia se va de vacaciones a París.
Los decorados de la película fueron hechos por los directores de arte Haldane Douglas y Bernard Herzbrun.

## Reparto
- Jed Prouty como John Jones
- Shirley Deane como Bonnie Thompson
- Spring Byington como Mrs. John Jones
- Russell Gleason como Herbert Thompson
- Kenneth Howell como Jack Jones
- George Ernest como Roger Jones
- June Carlson como Lucy Jones
- Florence Roberts como Granny Jones
- Billy Mahan como Bobby Jones
- Marvin Stephens como Tommy McGuire
- Joan Valerie como Marguerite Varloff
- Harold Huber como Willie Jones
- Nedda Harrigan como la Condesa Varloff
- Leonid Kinskey como Emile
- Clay Clement como Duroche